# General Tinio
General Tinio is een gemeente in de Filipijnse provincie Nueva Ecija op het eiland Luzon. Bij de laatste census in 2007 had de gemeente bijna 39 duizend inwoners.

## Geografie

### Bestuurlijke indeling
General Tinio is onderverdeeld in de volgende 13 barangays:
| - Bago - Concepcion - Nazareth - Padolina - Palale - Pias - Poblacion Central | - Poblacion East - Poblacion West - Pulong Matong - Rio Chico - Sampaguita - San Pedro |

## Demografie
General Tinio had bij de census van 2007 een inwoneraantal van 38.640 mensen. Dit zijn 3.288 mensen (9,3%) meer dan bij de vorige census van 2000. De gemiddelde jaarlijkse groei komt daarmee uit op 1,23%, hetgeen lager is dan het landelijk jaarlijks gemiddelde over deze periode (2,04%). Vergeleken met de census van 1995 is het aantal mensen met 5.727 (17,4%) toegenomen.

De bevolkingsdichtheid van General Tinio was ten tijde van de laatste census, met 38.640 inwoners op 533,08 km², 61,7 mensen per km².